# داماني رالف
داماني رالف (بالإنجليزية: Damani Ralph)‏ (مواليد 6 نوفمبر 1980 في جامايكا) لاعب كرة قدم جامايكي دولي معتزل كان يجيد اللعب في خط الهجوم .

## روابط خارجية
- داماني رالف على موقع الاتحاد الدولي (مؤرشف)  (الإنجليزية)
- داماني رالف على موقع الدوري الأمريكي (الإنجليزية)
- داماني رالف على موقع قاعدة بيانات كرة القدم.إي يو (الإنجليزية)
- داماني رالف على موقع ناشيونال فوتبول تيمز (الإنجليزية)